# 王祈
孝靈太子王祈（韓語：효령태자 왕기，1149年—？），是高麗毅宗王晛的王太子，鄭仲夫等武臣發動兵變後遭流放。

## 生平
王祈初名王泓（韓語：왕홍），是高麗毅宗王晛與莊敬王后（韓語：장경왕후）金氏的兒子，有同母姊妹敬德宮主、安貞宮主、和順宮主；他也是高麗宗室江陵公王溫（韓語：강릉공 왕온）的外孫。
王祈在毅宗七年（1152年）受冊為王太子。毅宗二十二年（1168年）娶江陽公（時為江陽伯）王瑊女為太子妃，至毅宗二十四年（1170年）鄭仲夫等武臣推翻毅宗，將毅宗和王祈安置到迎恩館，後來流放到珍島縣。